# Belegungsregime
Belegungsregime bezeichnet im Medienrecht die behördliche oder gesetzliche Festlegung, welche Programme der Betreiber eines Kabelfernsehnetzes in jedem Fall verbreiten muss. Die Landesmedienanstalten stellen durch das von ihnen ausgeübte Belegungsregime sicher, dass jedem Kabelnutzer ein Mindestangebot der wichtigsten Fernsehprogramme zur Verfügung steht. Auswahlkriterien und Zahl der „Must-Carry-Programme“ unterscheiden sich beim analogen Fernsehen je nach Bundesland. In der Regel sind mindestens die für dieses Bundesland bestimmten öffentlich-rechtlichen Programme zu führen, außerdem die wichtigsten Privatsender und jene Programme, die über analoges Antennenfernsehen zu empfangen waren. Von den 30 bis 35 zur Verfügung stehenden analogen Programmplätzen wird im Durchschnitt der Bundesländer rund die Hälfte durch das Belegungsregime vorgegeben. Die übrigen Kanäle können vom Kabelnetzbetreiber nach eigenem Ermessen vergeben werden.
Bei der digitalen Fernsehverbreitung ist das Belegungsregime in Deutschland durch § 52b des Rundfunkstaatsvertrags bundesweit einheitlich geregelt. Durch die höhere Zahl der technisch verfügbaren Programmplätze sind die staatlichen Vorgaben hier aber von geringerer Bedeutung.